# Silvana Pampanini
Silvana Pampanini (Roma, 25 de septiembre de 1925-Roma, 6 de enero de 2016) fue una actriz y directora italiana de una larga trayectoria en cine, teatro y televisión. Fue descubierta en un concurso de belleza en 1946 y al año siguiente inició su carrera en el cine. Perteneció a una generación de importantes figuras del cine italiano de la posguerra, que estuvo basado en bellezas exuberantes como Gina Lollobrigida, Silvana Mangano y Sophia Loren.

## Biografía

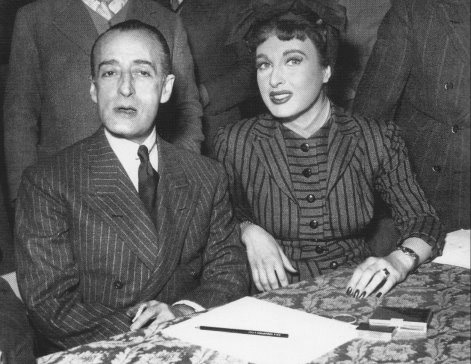
Silvana Pampanini con Antonio Vincenzo Stefano Clemente.

Silvana Pampanini fue una de las más populares actrices italianas de las décadas de 1950 y de 1960, donde encarnó a decenas de personajes. También hizo carrera en Francia, Japón, México y Argentina, siendo considerada como sex symbol (símbolo sexual) en los años 1950. En 1955 visitó Nueva York, Denver y Hollywood pero rechazó ofertas de trabajo porque no hablaba apropiadamente el idioma inglés y tenía algunos problemas con la oficina de impuestos.
Estudió brevemente canto en el Conservatorio de Santa Cecilia en Roma. Con 21 años fue descubierta en un concurso de Miss Roma. De hecho, Pampanini fue reportada erróneamente como Miss Roma 1946. Los productores, que por aquel entonces estaban a la busca de nuevos rostros, la ficharon para el cine. Debutó en L'apocalisse (1947) de la mano de Giuseppe María Scotese. A partir de este año, y de manera muy intensa, apareció en películas como El secreto de Don Giovanni (1947) o I pompieri di Viggiú (1949) junto a Totó, que la catapultó al éxito en tierra como actriz cómica, gracias a su desparpajo y también a su enorme destreza vocal, una de sus grandes cualidades heredada de su tía, la cantante de ópera Roseta Pampanini y que cultivó primero en el conservatorio musical de Santa Cecilia y más tarde a través de una sólida carrera como cantante que la llevó a grabar multitud de canciones y discos. Según entrevistas, Pampanini era una contralto con una notable extensión de voz, pero también dijo muchas veces que prefería seguir una carrera en el cine porque requería menos formación y era mucho menos exigente que una carrera como cantante de ópera.
Su atractivo y encanto comenzaron a quedar plasmados en películas de Giacomo Gentilomo, Carlo Ludovico Bragaglia, Mario Soldati, Luigi Zampa, Rafaello Matarazzo, Luigi Comencini o Dino Risi. Trabajó con otros importantes actores, como Buster Keaton, Vittorio Gassman, Marcello Mastroianni, Alberto Sordi, Totó, Jean Gabin, Henry Vidal, Abel Gance, Vittorio De Sica. Un titular en un periódico de 1952 decía: «Se la considera una de las bellezas italianas de todos los tiempos».
Su primer éxito internacional llegaría con O.K. Nerón (1951) a las órdenes de Mario Soldati, una parodia de Quo vadis? escrita por Mario Monicelli, gracias a la que alcanzaría el reconocimiento popular tanto en Europa como en Norteamérica. La película, en la que Pampanini interpretó el papel de la emperatriz Popea, escasamente vestida, fue prohibida en algunos países debido a escenas que se consideraron indecentes.  Además de su registro más ligero y de varietés, la actriz demostró sus habilidades dramáticas en películas neorrealistas como Processo alla cittá (1952), de Luigi Zampa, y Un marito per Anna Zacheo (1953), de Giuseppe de Santis.
Fue apreciada en Francia, en donde se la nombraba Nini Pampan. En España, en 1954 protagonizó el filme Tirma, rodado en Gran Canaria bajo la dirección de Carlos Serrano de Osma y Paolo Moffa. Le acompañaba en el reparto Marcello Mastroianni como primer actor. El tema era la conquista castellana de las Canarias. Estuvo en el Festival de Cine de Punta del Este, Uruguay, correspondiente al año 1955. En México, estuvo de protagonista con Pedro Armendáriz en la película Sed de amor (1958), un drama muy crudo y violento.
Carlos Serrano de Osma hizo en 1965 en Argentina, país que había visitado en 1955, Un italiano en la Argentina, junto a Nino Mafredi y Vittorio Gassman. También incursionó en el teatro al hacer una función en Santiago de Chile junto a Estela Raval y Los Cinco Latinos.
Para mediados de los años 1960, según recoge Exame, «su mito ya había sido superado por los de Gina Lollobrigida, Sophia Loren y Claudia Cardinale».

## Vida personal
Aunque tuvo innumerables admiradores y pretendientes, nunca se casó ni tuvo hijos. En 1947 salió con Tyrone Power mientras él rodaba una película en Roma, y un año más tarde terminó abruptamente su noviazgo no sofisticado de Orson Welles. En 1951 rechazó la propuesta de matrimonio que le hizo Totò, uno de los actores más populares de Italia en aquel momento, principalmente porque era mayor que su padre.
En 1954, la actriz recibió una carta amenazándola con volar su casa si no dejaba un pago de 8 millones de liras en su coche. Poco después, viajó a España durante tres meses para hacer una película mientras la policía y agentes de Lloyd's of London investigaban la amenaza. Un artículo periodístico informó que «su seno [estaba] asegurado con Lloyd's por 48 000 dólares».

## Muerte
Pampanini murió el 6 de enero de 2016 a la edad de 90 años, por complicaciones de una cirugía realizada meses antes.

## Filmografía
Como actriz:
- 1971: Mazzabubù... quante corna stanno quaggiù?
- 1967: Tres mil kilómetros de amor
- 1966: Mondo pazzo... gente matta!
- 1965: Un italiano en la Argentina
- 1964: Napoleoncito
- 1961: El congreso de los maridos
- 1961: Wa Islamah
- 1961: Il terrore dei mari
- 1959: Sed de amor
- 1958: Giuseppe Verdi (Cortometraje)
- 1958: Cesta duga godinu dana
- 1957: Serán hombres
- 1956:La loi des rues
- 1956: Kyriakatikoi iroes
- 1955:Canzoni di tutta Italia
- 1955: Cuentos de Roma
- 1955: La bella de Roma
- 1955: La tour de Nesle
- 1954: Tirma.
- 1954: Orient Express

- 1954: Allegro squadrone
- 1954: La peccatrice dell'isola
- 1954: Canzoni di mezzo secolo
- 1954: Esclava del pecado
- 1954: El matrimonio
- 1954: Amori di mezzo secolo
- 1954: Un día en el juzgado
- 1953: Noi cannibali
- 1953: Odio, amor y castigo
- 1953: Canzoni, canzoni, canzoni
- 1953: Un marito per Anna Zaccheo
- 1953: L'incantevole nemica
- 1953: Los crímenes del castillo
- 1953: Bufere.
- 1952: La presidentessa
- 1952: El fantasma es un vivo
- 1952: Esclavas blancas

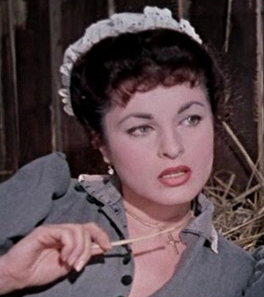
Fotograma de la película de 1954 Allegro squadrone, de Paolo Moffa (1915 - 2004).

- 1952: La donna che inventò l'amore
- 1952: Processo alla città
- 1952: Le avventure di Mandrin
- 1951: Ha fatto 13
- 1951: Tizio, Caio, Sempronio
- 1951: Una bruna indiavolata!
- 1951: O.K. Nerón
- 1951: La paura fa 90
- 1951: Miracolo a Viggiù
- 1951: Antonio de Padua
- 1951: Io sono il capataz
- 1951: Bellezze in bicicletta
- 1950: È arrivato il cavaliere!
- 1950: Il richiamo nella tempesta
- 1950: La bisarca
- 1950: L'inafferrabile 12
- 1950: Lo sparviero del Nilo
- 1950: Il barone Carlo Mazza
- 1950: La forza del destino
- 1949: Biancaneve e i sette ladri
- 1949: Marechiaro
- 1949: I pompieri di Viggiù
- 1948: Arrivederci, papà!
- 1947: El secreto de Don Juan
- 1947: L'apocalisse

Como directora: 
- 1958: Giuseppe Verdi
- 1958: Melodie a Sant'Agata (Cortometraje-Documantal)

## Televisión
- 2002: Dominga
- 1999: Tre stelle.